# Aak
Pour l’article homonyme, voir A-ak, une musique ce cour coréenne.
Pour les articles homonymes, voir AAK.

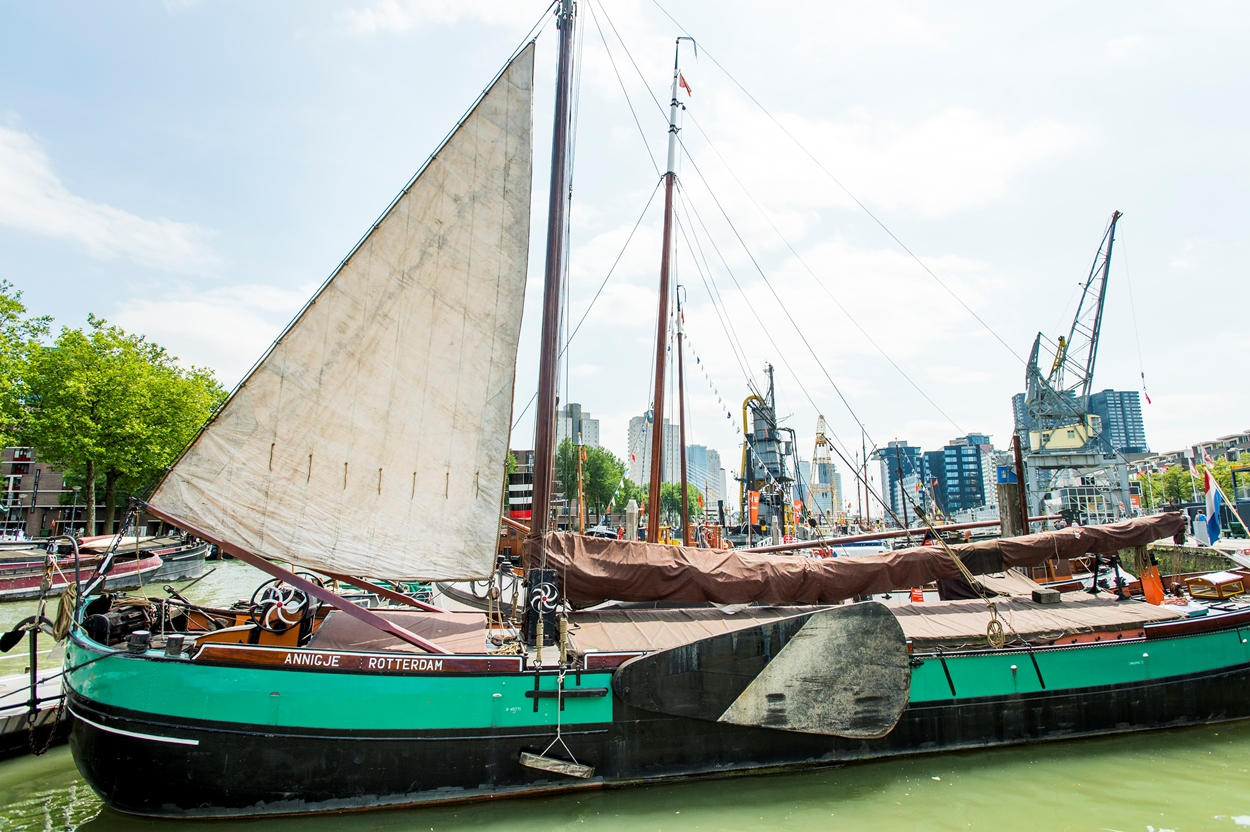
Aak hollandais

Un Aak désigne plusieurs types de bateaux fluviaux à voiles utilisés ou ayant été utilisés dans le cours inférieur du Rhin aux Pays-Bas. 
Ils sont caractérisés par un tirant d’eau faible et sont surtout employés pour le transport et la pêche. Il comporte un ou deux mâts repliables pour passer sous les ponts ainsi que des ailes de dérive pivotantes, utilisées comme dérive pour stabiliser et réduire la dérive latérale.

## Galerie d'images

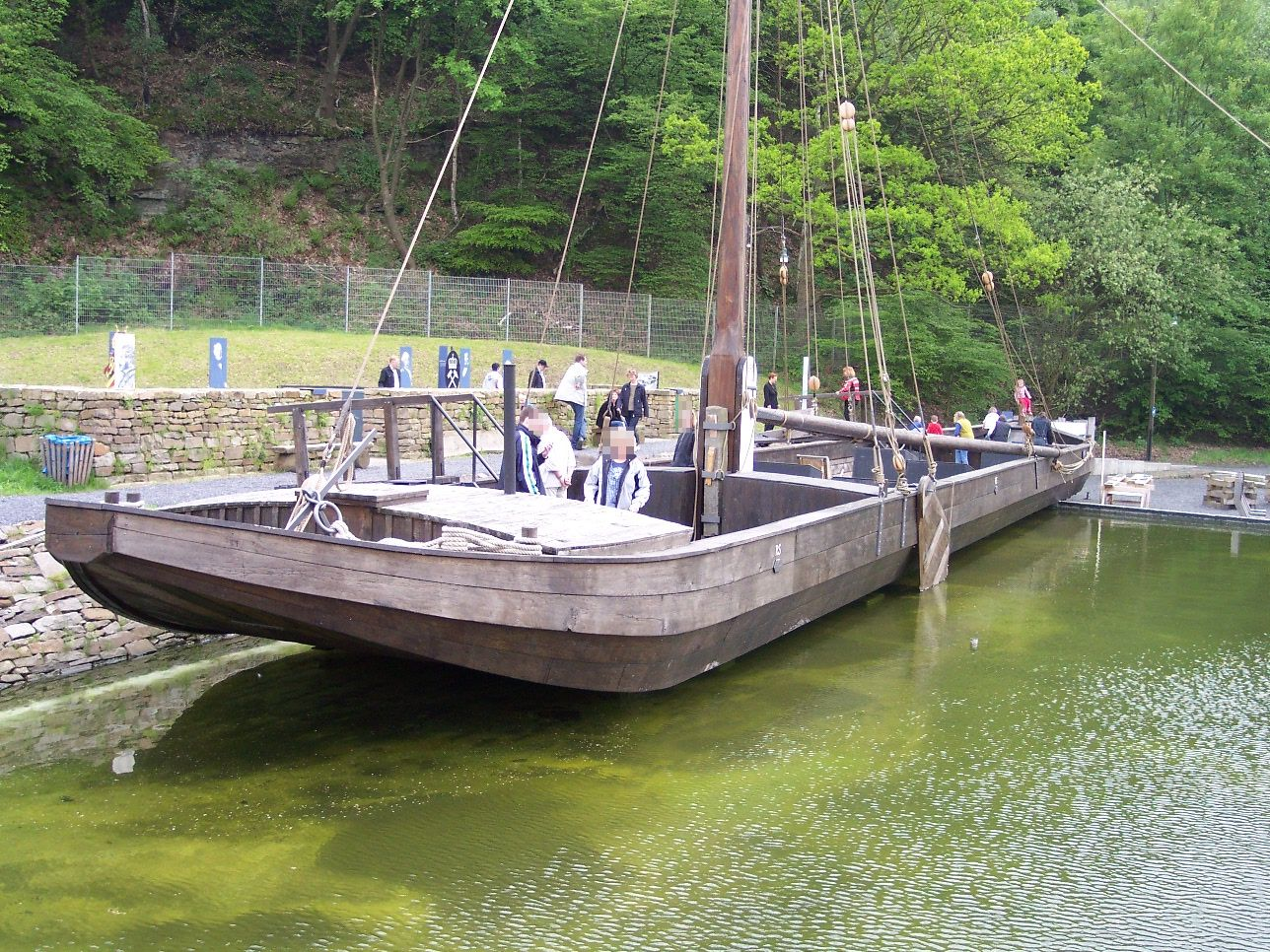
Détail d'un aak on observe le fond plat et le mât pliable.
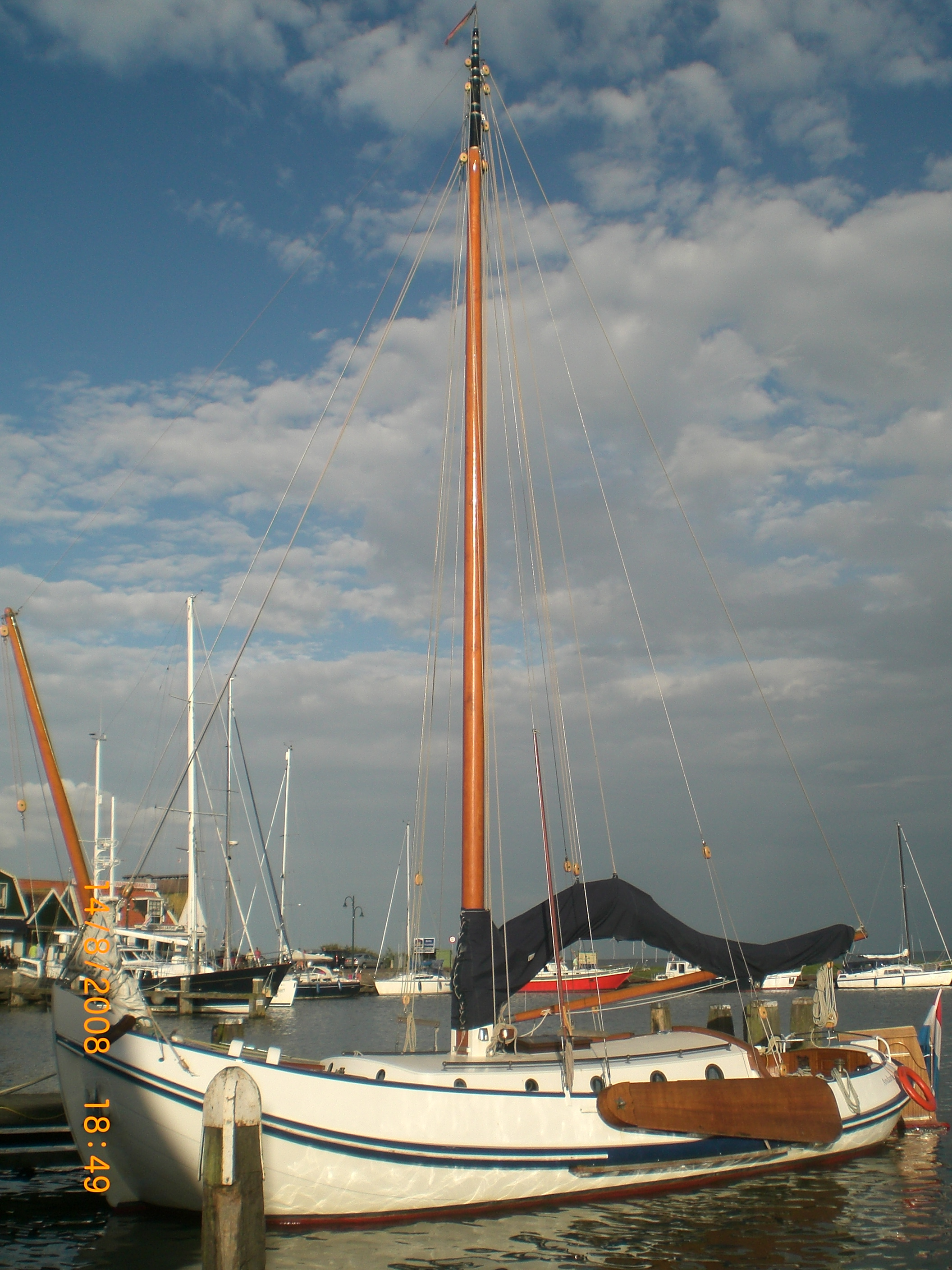
L'aak Andante dans le port de Volendam
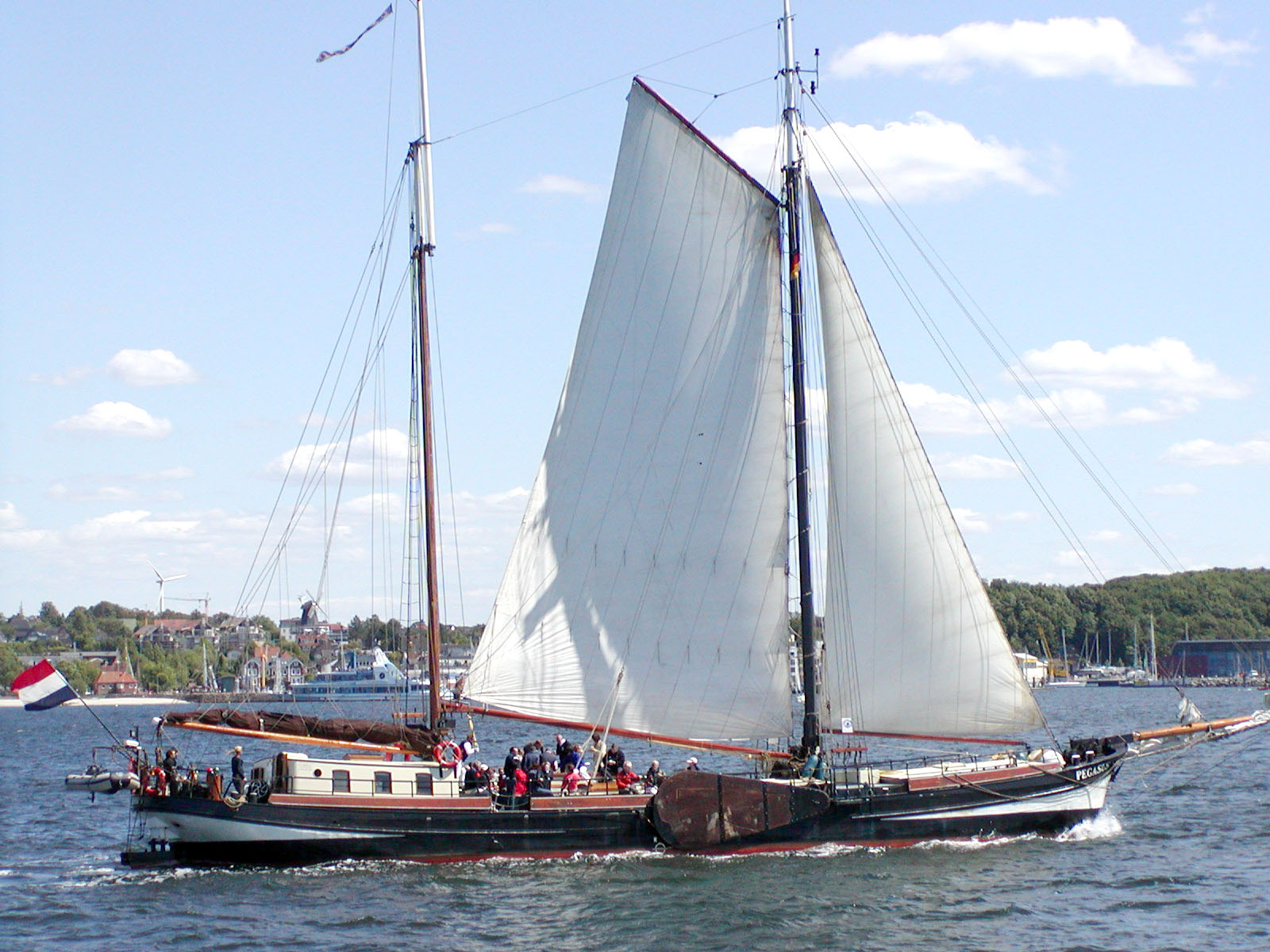
Le Pegasus à Kiel en 2008